# Глуда
Глу́да (латыш. Glūda) — населённый пункт в Елгавском крае Латвии. Входит в состав Глудской волости (административный центр — село Накотне). Находится у региональной автодороги P96 (Пури — Ауце — Гривайши).
По данным на 2005 год, в населённом пункте проживало 143 человека. В селе есть железнодорожная станция Глуда линии Глуда — Реньге.

## История
В советское время населённый пункт входил в состав Глудского сельсовета Елгавского района. В селе располагалась центральная усадьба колхоза «Накотне».